# Turcocerus
Il turcocero (gen. Turcocerus) è un mammifero artiodattilo estinto, appartenente ai bovidi. Visse nel Miocene medio (circa 15 milioni di anni fa) e i suoi resti fossili sono stati ritrovati in Asia.

## Descrizione
Questo animale era un piccolo bovide, non più grande di una capra, dotato di particolari zampe snelle ma dai metapodi insolitamente massicci. Il cranio portava due corna coniche e corte, che mostravano una torsione in senso orario. La dentatura era peculiare, e richiamava quella di altri bovidi primitivi come Hypsodontus: premolari e molari possedevano una corona estremamente alta (ovvero erano ipsodonti) e vi era molto cemento dentario.

## Classificazione
Questo animale, descritto per la prima volta nel 1987 da Kohler, è un rappresentante primitivo della famiglia dei bovidi. Nonostante la sua antichità e la morfologia generalmente basale, Turcocerus possiede caratteristiche miste che non permettono di chiarire facilmente le sue più strette parentele. I denti ipsodonti richiamano quelli di altri bovidi primitivi (ma di dimensioni maggiori) e di incerta collocazione sistematica come Hypsodontus, mentre altre caratteristiche dello scheletro hanno spinto alcuni studiosi a classificarlo tra i caprini veri e propri. Altri studi (Chen e Zhang, 2004) indicano che Turcocerus potrebbe essere stato un arcaico rappresentante degli urmiaterini (Urmiatheriinae), un gruppo di bovidi affini all'attuale bue muschiato.
I fossili di Turcocerus sono stati ritrovati in Asia occidentale (Turchia) e in Asia orientale (Cina settentrionale, Mongolia) e indicano un'ampia diffusione di questo animale nel corso del Miocene medio. Il genere Sinomioceros, anch'esso del Miocene medio della Cina, è stato ascritto a Turcoceros. Tra le specie di Turcocerus sono da ricordare T. gracilis, T. noverca, T. kekemaidengensis  e T. grangeri.

## Paleobiologia
Le snelle ma forti zampe di Turcoceros indicano che questo animale era adattato a vivere in terreni aperti; la dentatura costituita da denti a corona alta  indicano invece una dieta a base di foglie ed erbe piuttosto dure e fibrose.